# HDSL
HDSL(High-bit-rate digital subscriber line)은 1994년 표준화된 전기 통신 프로토콜이다. 구리, 연선 케이블보다 더 높은 주파수 스펙트럼을 최초로 사용한 디지털 가입자 회선(DSL) 기술이었다. HDSL은 중계기(리피터) 없이 전화 로컬 루프를 경유하여 1.544 Mbit/s와 2.048 Mbit/s 속도로 DS1 서비스를 전송하기 위해 개발되었다. HDSL의 뒤를 잇는 기술로는 HDSL2와 HDSL4, 사유 SDSL G.SHDSL가 있다.

## 표준화
HDSL은 미국 국가표준 협회(ANSI) 위원회 T1E1.4에 의해 1.544 Mbit/s의 T1 서비스로 개발되었으며 1994년 2월 ANSI Technical Report TR-28이라는 이름으로 출판되었다. 이 미국의 변종은 2B1Q 라인 코드를 통해 각각 784 kbit/초 속도의 2개의 와이어 쌍을 사용하며, 미국 변종 ISDN U 인터페이스에도 사용된다. 최초의 제품들은 1993년 개발되었다. 2.048 Mbit/s 속도의 E1 서비스의 유럽 버전의 표준은 1995년 2월 유럽 전기통신 표준 위원회(ETSI)에 의해 ETSI ETR 152라는 이름으로 출판되었다.